# Trentepohlia petulans
Trentepohlia petulans är en tvåvingeart som beskrevs av Alexander 1937. Trentepohlia petulans ingår i släktet Trentepohlia och familjen småharkrankar. Inga underarter finns listade i Catalogue of Life.